# Atari MEGA
Atari MEGA är en serie datorer tillverkade av det amerikanska företaget Atari. Dessa datorer är baserade på processorer av typen 68k. Datormodellerna i denna serie har ofta utrustade med mer minne än de som ingår i ST-serien, och/eller inbyggd hårddisk.
Atari Mega hade viss framgång främst inom DTP i hård konkurrens med främst Macintosh.